# René Makondele
René Muzola Makondele est un footballeur international congolais, né le 20 avril 1982 à Kinshasa.
Il évolue au poste de milieu de terrain pour le club suédois du Sandvikens IF.

## Biographie
Après avoir mis fin à sa carrière d’athlète en Suède, René Makondele a décidé de se reconvertir en coach et préparateur physique d’athlètes, peu après avoir décroché la licence UEFA Pro B en 2021. Après avoir fait ses débuts d’entraîneur avec les U17 et U19 de Sandvikens IF celui qu’on surnomme « Souve » va entamer sa carrière professionnelle en RDC Makondele dirigera le FC Céleste de Mbandaka club évoluant en Linafoot Ligue 1,.

## Palmarès
René Makondele remporte avec le Djurgårdens IF le championnat de Suède en 2002 et 2003. Il est également vainqueur de la Coupe de Suède en 2002 et 2016.